# CanKet
La CanKet, mot-valise formé à partir de Canberra et kétamine, est une nouvelle substance dont la découverte en août 2022 par le laboratoire CanTEST en Australie est annoncée en octobre 2022,. Cette molécule, dérivée de la kétamine et dont les effets sont inconnus, est utilisée comme drogue exclusivement à Canberra depuis l'été 2022,.